# Laetamur Admodum
Laetamur admodum – encyklika papieża Piusa XII o ponownej zachęcie do modlitw w intencji pokoju w Polsce, na Węgrzech i na Bliskim Wschodzie opublikowana 1 listopada 1956. Tytuł pochodzi od pierwszych słów, w tłumaczeniu Cieszymy się bardzo.
Papież rozpoczął dokument od wyrazów radości, iż jego wcześniejsza encyklika (Luctuosissimi Eventus) została dobrze przyjęta i przyniosła owoce. Po pierwsze, uwolnieni zostali prymasi obu krajów: kardynał Stefan Wyszyński i kardynał József Mindszenty, co odczytywał jako zapowiedź końca prześladowań Kościoła – a było to przedmiotem stałej troski papieża w odniesieniu do krajów komunistycznych. Po drugie, sytuacja w Polsce i na Węgrzech zdawała się uspokajać. Papież wyraził nadzieję na ugruntowanie w nich trwałego pokoju. Miał na myśli burzliwe procesy postalinowskiej odwilży i demokratyzacji w Polsce po Poznańskim Czerwcu '56 oraz na Węgrzech w wyniku rządów Imre Nagya i powstania węgierskiego 1956 r. O ile jednak w Polsce wydarzenia te zakończył pokojowo tzw. Polski październik, o tyle nadzieje co do Węgier były płonne, bowiem powstanie węgierskie 1956 zostało wkrótce potem krwawo stłumione przez interwencję sowiecką. Pius XII potępił ją w kolejnej encyklice Datis Nuperrime.
Oprócz tych problemów Pius XII odniósł się do wybuchu wojny na Bliskim Wschodzie (kryzys sueski), niedaleko Ziemi Świętej. Pokój w Palestynie ze względu na święte miejsca chrześcijaństwa był bardzo ważną sprawą w nauczaniu Piusa XII (encykliki Auspicia quaedam i In Multiplicibus Curis z 1948 oraz Redemptoris Nostri Cruciatus z 1949). Papież zwrócił uwagę – kierując to przesłanie zwłaszcza do rządzących – że problemy międzyludzkie i międzynarodowe nie powinny być rozwiązywane drogą zbrojną, lecz na drodze rozumu, prawa, rozwagi i sprawiedliwości, z poszanowaniem praw wszystkich zainteresowanych stron dla wspólnego dobra. W intencji pokoju zalecił modlitwę do Boga za pośrednictwem Najświętszej Maryi Panny.